# Cap Columbia

carte du Cap Columbia et de la mer de Lincoln.

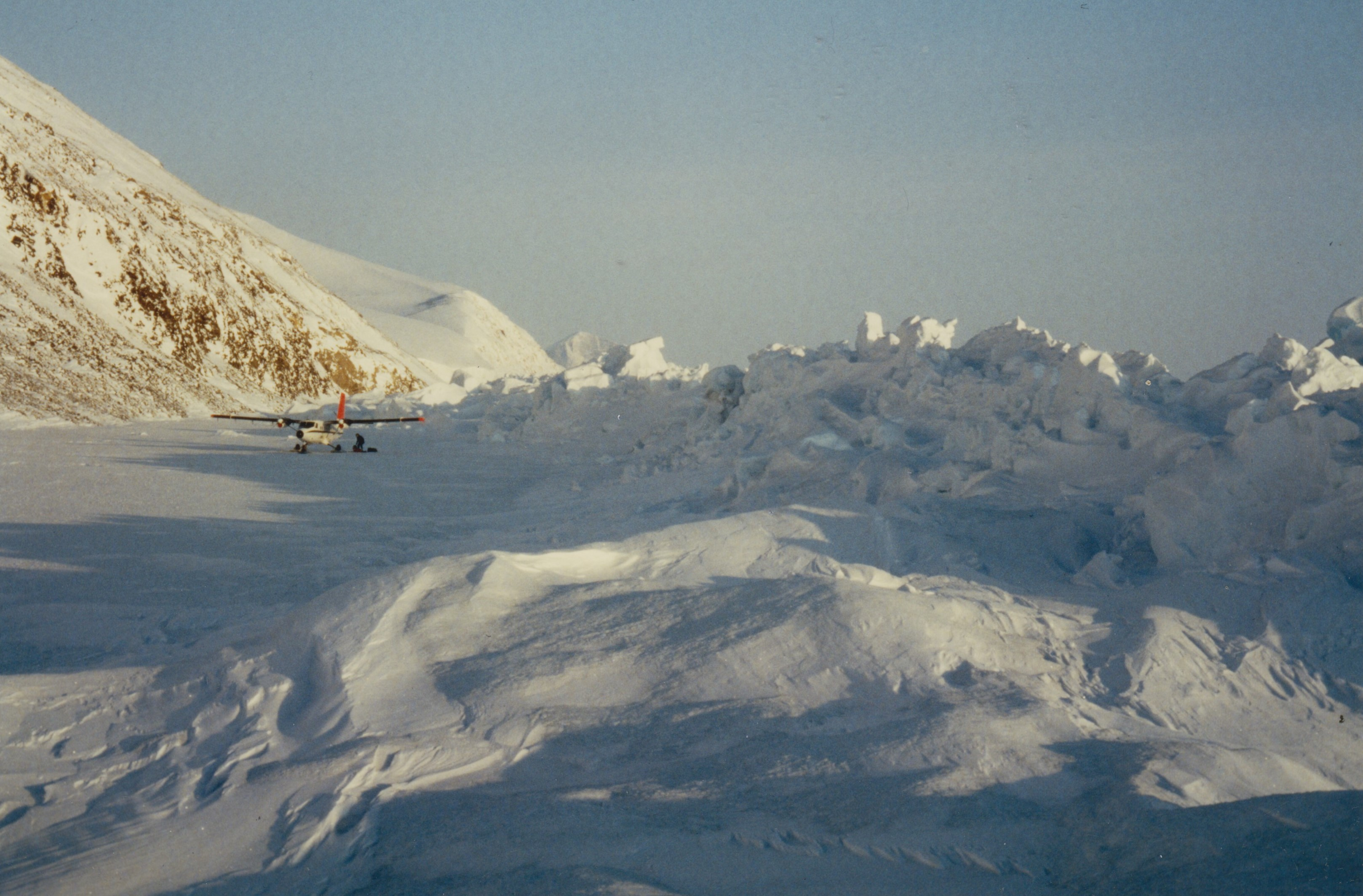
La banquise de l'océan Arctique est empilée au large du cap Columbia, le 18 avril 1990

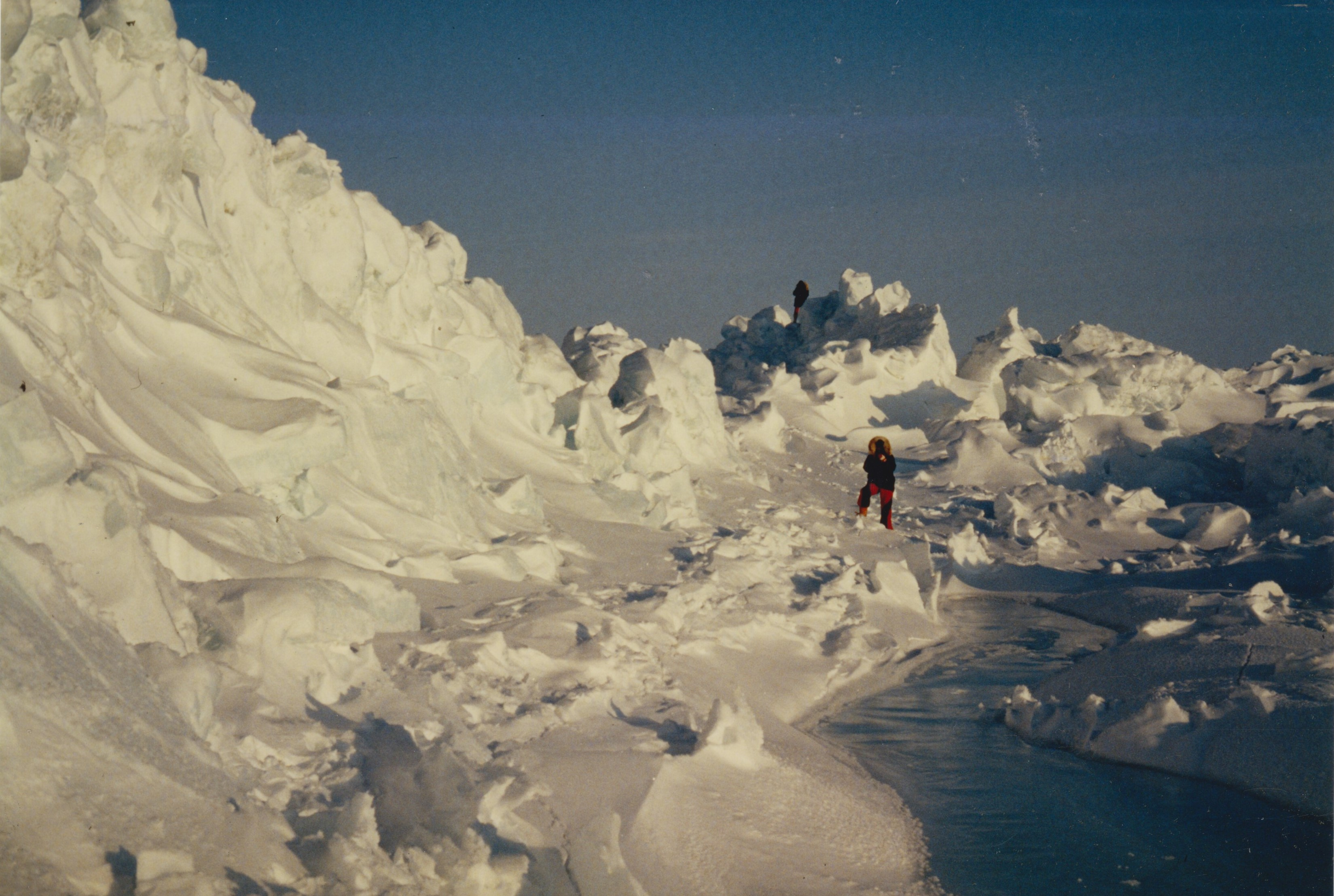
Détail des crêtes de pression de la banquise au large du cap Columbia, le 18 avril 1990

Le cap Columbia est le point le plus septentrional du Canada, situé sur l'île d'Ellesmere à 83° 06′ 41″ N, 69° 57′ 30″ O. Il marque la limite occidentale de la mer de Lincoln dans l'océan Arctique. C'est la terre la plus au nord en dehors du Groenland. La distance le séparant du pôle Nord est de 769 km. 
Le cap Columbia fut atteint pour la première fois par l'explorateur britannique Pelham Aldrich de l'expédition George Nares durant une expédition entre 1875 et 1876. le Cap Columbia Depot était la "base" la plus au nord de l'aventure de Robert Peary pour atteindre le pôle.